# Michoacán
Michoacán là một trong 31 bang, cùng với Quận liên bang, là 32 thực thể Liên bang của México. Bang này được chia thành 113 hạt, thủ phủ là thành phố Morelia. Bang này được đặt theo tên của José María Morelos, người anh hùng trong Chiến tranh Độc lập Mexico.
Michoacán nằm ở Tây Mexico. Nó được bao quanh bởi các bang Jalisco và Colima về phía tây bắc, Guanajuato và Querétaro về phía bắc, México về phía đông, phía đông nam là Guerrero. Phía tây nam, Michoacán có một đoạn bờ biển tiếp giáp Thái Bình Dương.

## Liên kết
- Michoacán state government (Adobe Flash)
- Michoacán, The Soul of Mexico  Lưu trữ ngày 19 tháng 3 năm 2009 tại Wayback Machine
- Municipalities of Michoacán site Lưu trữ ngày 24 tháng 11 năm 2005 tại Wayback Machine (Adobe Flash)